# Антокі
Антокі (груз. ანთოკი) — село в Грузії.
За даними перепису населення 2014 року в селі проживає 73 особа.